# Campionat de França de 1a divisió federal
El Campionat de França de 1a divisió federal, conegut simplement Fédérale 1, és el campionat nacional sènior de França de rugbi amateur i, per tant, considera que l'aficionat d'elit. Avantsala de les dues divisions professionals - Top 14 i Pro D2 - és organitzat per la Federació Francesa de rugbi a 15 des de 2000, quan va reemplaçar el Grup B2.

## fase de grup
Es reparteix 40 equips de 4 grups de 10. Cada equip juga contra els 9 altres del seu grup en partit d'anada i tornada : 18 matxs per equip.
A la fi d'aquest fase : 
- Els 4 primers de cada grup són qualificats per les fases finals : 16 equips.
- Els 2 darrers de cada grup són relegats al Campionat de França de la 2a divisió federal.

## Fase final
Aquest fase del campionat reuneix els 16 clubs que han acabat del primer al quart lloc de cada grup durant la fase de grup. Són qualificats pels vuitens de final de la competició i es juga en partit d'anada i tornada. Els finalistes pugen automàticament a la Pro D2.